# Chadefaudiella thomasii
Chadefaudiella thomasii är en svampart som beskrevs av Faurel & Locq. 1972. Chadefaudiella thomasii ingår i släktet Chadefaudiella och familjen Chadefaudiellaceae.   Inga underarter finns listade i Catalogue of Life.